# Glacier Wollaston
Le glacier Wollaston était un glacier qui s'étendait entre le Puncak Jaya à l'ouest et le Carstensz oriental à l'est, en Indonésie, au sud-est du pic Wollaston, lui-même nommé en l'honneur d'Alexander Frederick Richmond Wollaston. Il appartenait au système du glacier Carstensz. Il a entièrement fondu entre 1994 et 2000.

Carte animée montrant le recul de la calotte glaciaire du Puncak Jaya au cours de la période 1850-2003.